# Relație intimă

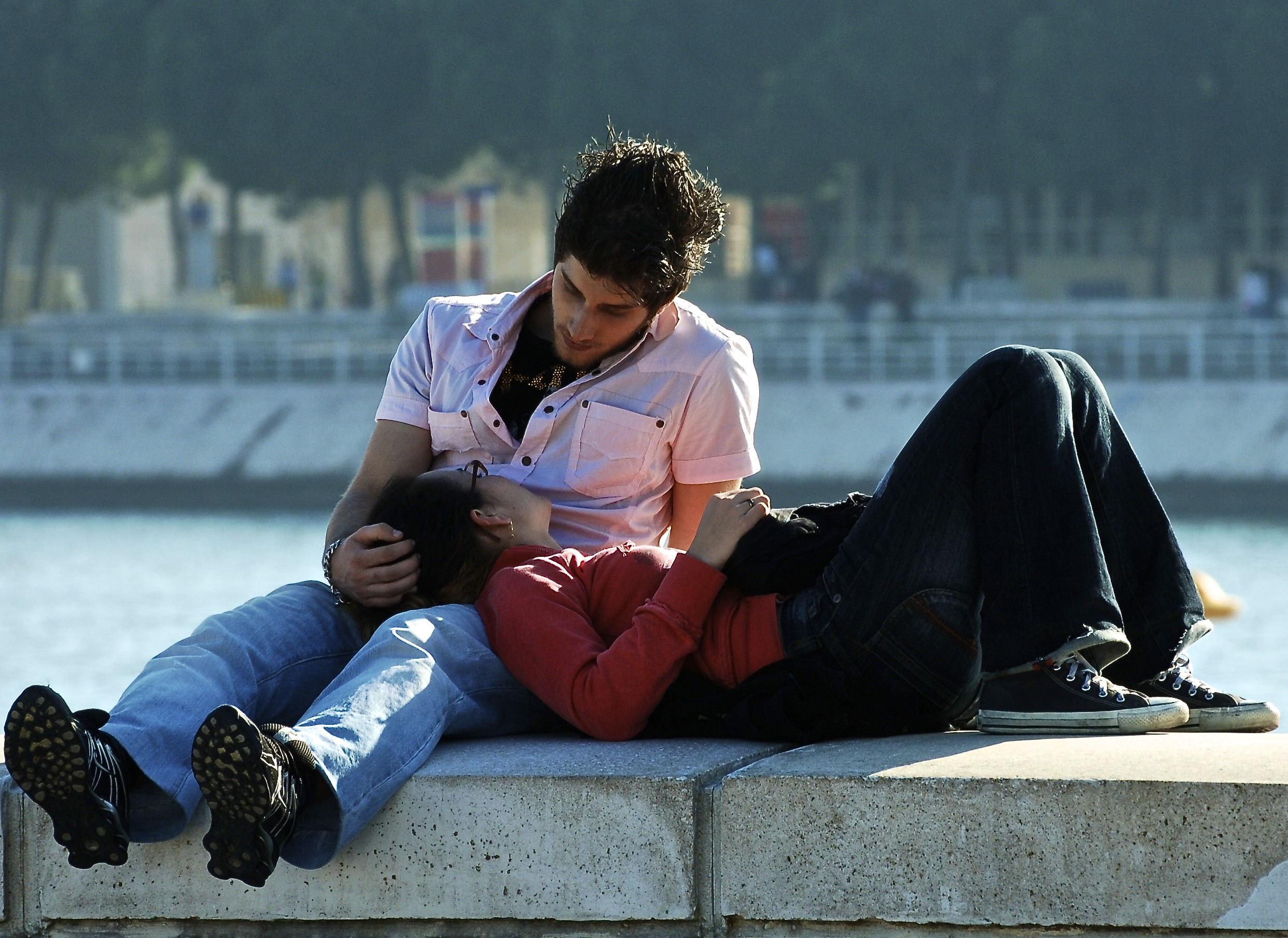
Relațiile intime implică apropiere emoțională sau fizică.

O relație intimă este o relație interpersonală care implică o apropiere emoțională sau fizică între oameni și poate include intimitate sexuală și sentimente de romantism sau dragoste. Relațiile intime sunt interdependente⁠(d), iar membrii relației se influențează reciproc. Calitatea⁠(en)[traduceți] și natura relației depind de interacțiunile dintre indivizi și derivă din contextul unic și din istoria care se construiește între oameni de-a lungul timpului. Instituțiile sociale și juridice, precum căsătoria, recunosc și susțin relațiile intime dintre oameni. Cu toate acestea, relațiile intime nu sunt neapărat monogame sau sexuale și există o mare variabilitate socială și culturală în ceea ce privește normele și practicile de intimitate între oameni. Parcursul unei relații intime include o perioadă de formare determinată de atracția interpersonală⁠(d) și de un sentiment crescând de apropiere și familiaritate. Relațiile intime evoluează în timp pe măsură ce sunt menținute, iar membrii relației pot deveni mai implicați și mai dedicați relației. Relațiile intime sănătoase sunt benefice pentru bunăstarea psihologică și fizică și contribuie la fericirea generală în viață. Cu toate acestea, provocările, inclusiv conflictul în relație, factorii de stres externi, nesiguranța și gelozia, pot perturba relația și duce la suferință și la destrămarea relației⁠(d).

## Intimitate
Intimitatea este sentimentul de a fi în strânsă asociere personală cu o altă persoană. Intimitatea emoțională este construită prin dezvăluirea de sine⁠(d) și comunicarea receptivă între oameni și este esențială pentru dezvoltarea psihologică sănătoasă și sănătatea mintală. Intimitatea emoțională produce sentimente de încredere reciprocă, validare, vulnerabilitate și apropiere între indivizi.
Intimitatea fizică – inclusiv ținerea de mână⁠(d), îmbrățișarea⁠(d), sărutul și sexul – promovează legătura între oameni și este adesea o componentă cheie a relațiilor intime romantice. Atingerea fizică este corelată cu satisfacția relației și cu sentimentele de dragoste. Deși multe relații intime includ o componentă fizică sau sexuală, potențialul de a fi sexuală nu este o cerință pentru ca relația să fie intimă. De exemplu, o relație queerplatonică⁠(d) este o relație intimă non-romantică care implică angajament și apropiere dincolo de cea a unei prietenii.
Printre cercetători, definiția unei relații intime este diversă și în continuă evoluție. Unii rezervă termenul pentru relațiile romantice, în timp ce alți cercetători includ relațiile de prietenie și familiale. În general, o relație intimă este o relație interpersonală în care experiențele intime din punct de vedere fizic sau emoțional au loc în mod repetat în timp.

## Cursul relațiilor intime

Factorii care influențează atracția interpersonală

### Formare

#### Atracție
Atracția interpersonală⁠(d) stă la baza primei impresii între potențialii parteneri intimi. Cercetătorii din domeniul relațiilor⁠(d) sugerează că scânteia romantică sau „chimia” care apare între oameni este o combinație de atracție fizică, calități personale și o acumulare de interacțiuni pozitive între oameni. Cercetătorii consideră că atractivitatea fizică este cel mai important predictor al atracției inițiale. Din perspectivă evoluționistă, acest lucru se poate datora faptului că oamenii caută un partener (sau un potențial partener) care prezintă indicatori de sănătate fizică bună. Cu toate acestea, există, de asemenea, dovezi conform cărora cuplurile aflate în relații intime stabile tind să se potrivească în ceea ce privește atractivitatea fizică și sunt considerate la fel de atractive atât de către membrii cuplului, cât și de către observatorii externi. Percepția unei persoane cu privire la propria atractivitate poate, prin urmare, să influențeze persoana pe care o consideră un partener realist.
Dincolo de aspectul fizic, oamenii raportează calități dezirabile pe care le caută la un partener, cum ar fi încrederea, amabilitatea și loialitatea. Cu toate acestea, aceste idealuri romantice nu sunt neapărat buni predictori ai atracției reale sau ai succesului relației. Cercetările au găsit puține dovezi ale succesului potrivirii potențialilor parteneri pe baza trăsăturilor de personalitate, sugerând că chimia romantică implică mai mult decât compatibilitatea trăsăturilor. Mai degrabă, interacțiunile pozitive repetate între oameni și reciprocitatea interesului romantic par să fie componentele cheie ale atracției și formării relațiilor. Simpatia reciprocă⁠(d) este mai semnificativă atunci când este manifestată de o persoană care este selectivă în ceea ce privește persoanele cărora le arată simpatie.

#### Strategii de inițiere
Atunci când potențialii parteneri intimi încep să se cunoască, aceștia utilizează o serie de strategii pentru a spori apropierea și pentru a obține informații cu privire la faptul dacă cealaltă persoană este un partener dorit. Dezvăluirea de sine⁠(d), procesul de dezvăluire a informațiilor despre propria persoană, este un aspect crucial al construirii intimității între oameni. Sentimentele de intimitate cresc atunci când partenerul de conversație este perceput ca fiind receptiv și reciprocează dezvăluirea de sine, iar oamenii tind să îi placă pe cei care le dezvăluie informații emoționale. Alte strategii utilizate în etapa de formare a relației includ umorul, inițierea atingerii fizice și semnalarea disponibilității și interesului prin contact vizual, limbaj corporal cochet sau interacțiuni jucăușe. Implicarea în cultura „hookup” a întâlnirilor⁠(d), a curtării sau a agățatului ca parte a perioadei de formare a relației permite persoanelor să exploreze diferite conexiuni interpersonale înainte de a investi în continuare într-o relație intimă.

#### Context

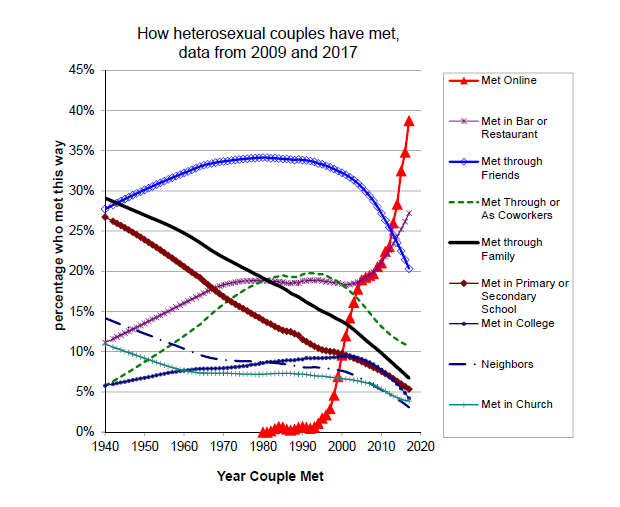
Internetul a devenit o cale populară de a întâlni un partener intim.

Contextul, momentul și circumstanțele externe influențează atracția și dacă o persoană este receptivă la începerea unei relații intime. De-a lungul vieții, indivizii nu se simt pregătiți pentru o relație, iar alte presiuni externe, inclusiv așteptările familiei, faptul că semenii au relații serioase și normele culturale influențează momentul în care oamenii decid să urmeze o relație intimă.
Proximitatea fizică este un facilitator puternic pentru formarea relațiilor, deoarece permite oamenilor să se cunoască prin interacțiuni repetate. Partenerii intimi se întâlnesc de obicei la facultate sau la școală, ca colegi de muncă, ca vecini, în baruri sau prin intermediul comunității religioase. Speed dating⁠(d), agențiile de matrimoniale⁠(d) și serviciile de dating online sunt formate mai structurate utilizate pentru a începe relațiile. Internetul, în special, a schimbat în mod semnificativ modul în care încep relațiile intime, deoarece permite oamenilor să aibă acces la potențiali parteneri din afara proximității lor imediate. În 2023, Pew Research Center⁠(d) a constatat că 53% dintre persoanele sub 30 de ani au folosit întâlnirile online, iar unul din zece adulți aflați într-o relație stabilă și-a cunoscut partenerul online. Cu toate acestea, persistă scepticismul cu privire la eficacitatea și siguranța aplicațiilor de întâlniri din cauza potențialului lor de a facilita violența în cadrul întâlnirilor⁠(d).

### Întreținere
Odată ce o relație intimă a fost inițiată, relația se schimbă și se dezvoltă în timp, iar membrii acesteia se pot angaja în acorduri de angajament și comportamente de menținere. Într-o relație continuă, cuplurile trebuie să navigheze protejându-și propriul interes alături de interesul de a menține relația. Acest lucru necesită compromisuri⁠(d), sacrificii și comunicare. În general, sentimentele de intimitate și angajament cresc pe măsură ce relația progresează, în timp ce pasiunea⁠(d) stagnează după entuziasmul din primele etape ale relației.
Angajarea în comunicare și activități comune pozitive și continue este importantă pentru consolidarea relației și pentru creșterea angajamentului și a plăcerii dintre parteneri. Aceste comportamente de menținere pot include furnizarea de asigurări cu privire la angajamentul față de relație, implicarea în activități comune, dezvăluirea deschisă a gândurilor și sentimentelor, petrecerea timpului cu prietenii comuni și contribuția la responsabilitățile comune. Intimitatea fizică, inclusiv comportamentul sexual, crește, de asemenea, sentimentele de apropiere și satisfacția față de relație. Cu toate acestea, dorința sexuală este adesea mai mare la începutul unei relații și poate crește și scădea pe măsură ce relația evoluează. Evenimentele importante din viață, cum ar fi nașterea unui copil, pot schimba radical relația și necesită adaptare și noi abordări pentru menținerea intimității. Tranziția către statutul de părinte poate fi o perioadă stresantă care este în general asociată cu o scădere temporară a funcționării sănătoase a relației și cu o scădere a intimității sexuale.

#### Angajament

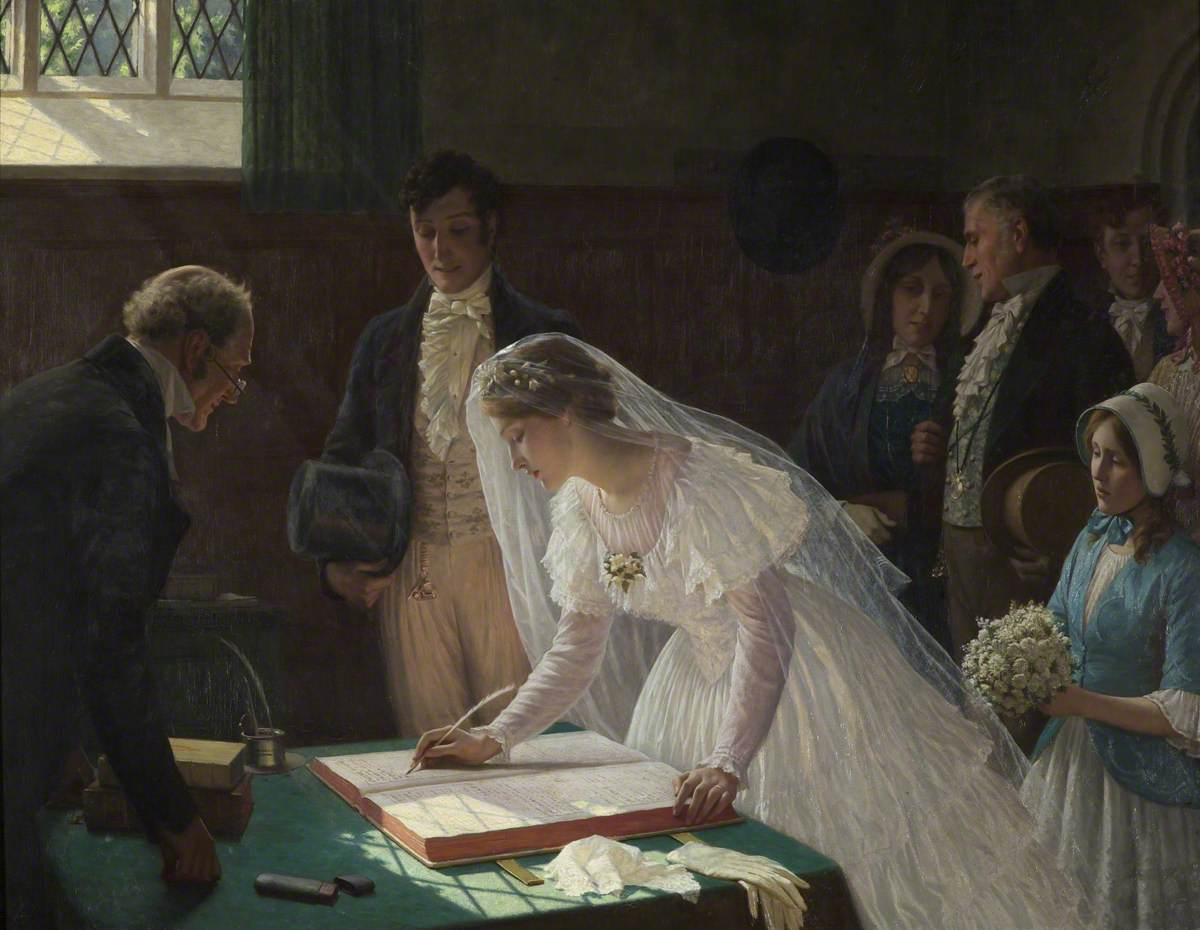
Căsătoria este o formă de menținere a relației care semnalează angajamentul dintre parteneri.

Pe măsură ce o relație se dezvoltă, partenerii intimi se angajează adesea în acorduri, ceremonii și comportamente de angajament pentru a-și semnala intenția de a rămâne în relație. Acestea pot include mutarea împreună, împărțirea responsabilităților sau a proprietății și căsătoria. Aceste semne de angajament sporesc stabilitatea relației, deoarece creează bariere și consecințe fizice, financiare și simbolice în calea dizolvării relației. În general, creșterea satisfacției și a investiției în relație este asociată cu creșterea angajamentului.

#### Evaluarea relației
Persoanele aflate în relații intime evaluează beneficiile și costurile personale relative ale prezenței în relație, iar acest lucru contribuie la decizia de a rămâne sau de a pleca. Modelul investițional al angajamentului⁠(d) este un cadru teoretic care sugerează că o evaluare a satisfacției în relație, a investiției în relație și a calității alternativelor la relație influențează rămânerea sau nu a unui individ într-o relație.
Deoarece relațiile sunt satisfăcătoare și necesare din punct de vedere evolutiv, iar respingerea este un proces stresant, oamenii sunt în general înclinați să ia decizii care susțin și facilitează relațiile intime. Aceste prejudecăți pot duce la distorsiuni în evaluarea unei relații. De exemplu, persoanele care au o relație serioasă tind să respingă și să disprețuiască partenerii alternativi atractivi, validând astfel decizia de a rămâne cu partenerul lor mai atractiv.

### Disoluție
Decizia de a părăsi o relație implică adesea o evaluare a nivelurilor de satisfacție și angajament în relație. Factorii relaționali precum angajamentul crescut și sentimentele de iubire sunt asociate cu șanse mai mici de despărțire, în timp ce sentimentul de ambivalență față de relație și percepția multor alternative la relația actuală sunt asociate cu șanse mai mari de disoluție.

#### Predictori ai disoluției
Caracteristicile și trăsăturile individuale specifice expun persoanele la un risc mai mare de a experimenta disoluția relației. Persoanele cu un nivel ridicat de Neuroticism⁠(d) (tendința de a experimenta emoții negative) sunt mai predispuse la dizolvarea relațiilor, și cercetarea arată, de asemenea, efecte mici ale evitării atașamentului și anxietății în prezicerea despărțirii. Faptul de a fi căsătorit la o vârstă mai tânără, de a avea venituri mai mici, un nivel de educație mai scăzut și coabitare înainte de căsătorie sunt, de asemenea, asociate cu riscul de divorț și de disoluție a relației. Aceste caracteristici nu sunt neapărat cauzele inerente ale disoluției. Mai degrabă, acestea sunt trăsături care au un impact asupra resurselor pe care indivizii le pot folosi pentru a lucra la relațiile lor, precum și reflecții ale atitudinilor sociale și culturale față de instituțiile relaționale și divorț.

#### Strategii și consecințe
Strategiile comune de încheiere a unei relații includ justificarea deciziei, prezentarea de scuze, evitarea contactului (ghosting) sau sugerarea unei perioade de „pauză” înainte de a reveni asupra deciziei. Disoluția unei relații intime este un eveniment stresant care poate avea un impact negativ asupra bunăstării, iar respingerea poate provoca sentimente puternice de jenă, tristețe și furie. În urma despărțirii de o relație, persoanele sunt expuse riscului de anxietate, simptome depresive, consum problematic de substanțe și stimă de sine scăzută. Cu toate acestea, perioada care urmează unei despărțiri poate promova, de asemenea, creșterea personală, în special dacă relația anterioară nu a fost satisfăcătoare.

## Beneficii

### Bunăstarea psihologică

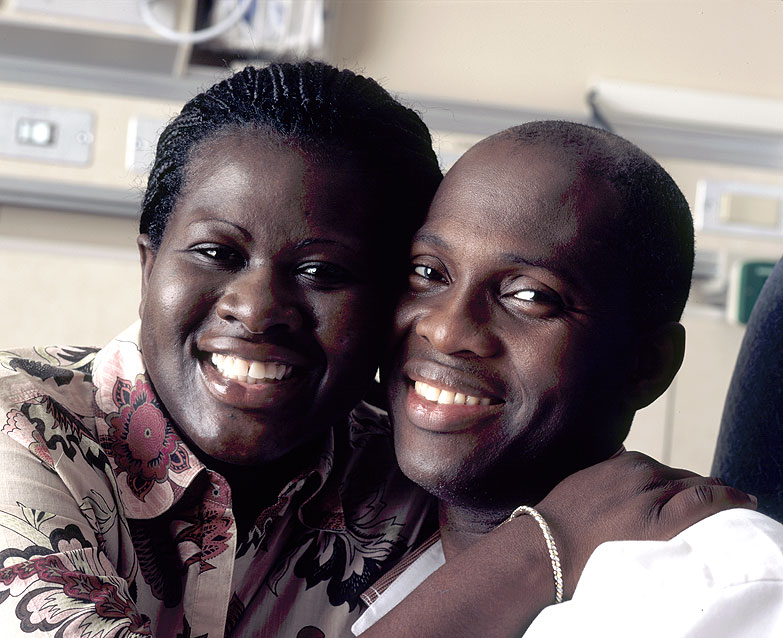
Relațiile intime au un impact asupra bunăstării.

Relațiile intime influențează fericirea și satisfacția cu viața. În timp ce persoanele cu o sănătate mintală mai bună au mai multe șanse de a intra în relații intime, relațiile în sine au, de asemenea, un impact pozitiv asupra sănătății mintale, chiar și după controlul efectului de selecție. În general, căsătoria și alte tipuri de relații intime angajate sunt în mod constant legate de creșterea fericirii. În plus, datorită naturii interdependente a relațiilor, satisfacția de viață a unui partener influențează și prezice schimbarea satisfacției de viață a celeilalte persoane chiar și după controlul calității relației.

#### Intimitatea sexuală
În relațiile intime care sunt sexuale, satisfacția sexuală este strâns legată de satisfacția generală a relației. Sexul promovează intimitatea, crește fericirea, oferă plăcere și reduce stresul. Studiile arată că cuplurile care fac sex cel puțin o dată pe săptămână se simt mai bine decât cele care fac sex mai puțin de o dată pe săptămână. Cercetările în sexualitatea umană arată că ingredientele sexului de înaltă calitate includ sentimentul de legătură cu partenerul, buna comunicare, vulnerabilitatea și sentimentul de a fi prezent în acel moment. Sexul de înaltă calitate în relațiile intime poate consolida relația și îmbunătăți bunăstarea fiecărei persoane implicate.

### Sănătate fizică
Relațiile intime de înaltă calitate au un impact pozitiv asupra sănătății fizice, și în literatura științifică au fost identificate în mod constant asocieri între relațiile apropiate și rezultatele asupra sănătății care implică sistemul cardiovascular, imunitar și endocrin. O mai bună calitate a relației este asociată cu un risc mai scăzut de mortalitate și calitatea relației influențează răspunsurile inflamatorii, cum ar fi expresia citokină și semnalarea intracelulară. În plus, partenerii intimi sunt o sursă importantă de sprijin social pentru încurajarea comportamentelor sănătoase, cum ar fi creșterea activității fizice și renunțarea la fumat. Activitatea sexuală și alte forme de intimitate fizică contribuie pozitiv și la sănătatea fizică, în timp ce conflictul dintre partenerii intimi afectează negativ sistemul imunitar și endocrin și poate crește tensiunea arterială.
Experimentele de laborator prezintă dovezi ale asocierii dintre sprijinul din partea partenerilor intimi și sănătatea fizică. Într-un studiu de evaluare a recuperării după răni și inflamație, persoanele aflate în relații cu un nivel ridicat de conflict și ostilitate s-au recuperat mai lent după răni decât persoanele aflate în relații cu ostilitate scăzută. Prezența sau prezența imaginară a unui partener intim poate avea chiar un impact asupra durerii percepute. În studiile fMRI, participanții care văd o imagine a partenerului lor intim raportează mai puțină durere ca răspuns la un stimul în comparație cu participanții care văd fotografia unui străin. Într-un alt studiu de laborator, femeile care au primit un mesaj text de la partenerul lor au prezentat un răspuns cardiovascular redus la Testul de Stres Social Trier, o paradigmă care induce stres.

## Provocări

### Conflict
Neînțelegerile în cadrul relațiilor intime sunt un eveniment stresant, și strategiile pe care cuplurile le folosesc pentru a naviga prin conflict au impact asupra calității și succesului relației. Surse comune de conflict între partenerii intimi includ dezacorduri cu privire la echilibrul dintre viața profesională și cea de familie, frecvența sexului, finanțele și sarcinile casnice. Cercetările psihologului John Gottman⁠(d) au identificat trei etape ale conflictului în cuplu. În primul rând, cuplurile își prezintă opiniile și sentimentele cu privire la problemă. Apoi, se ceartă și încearcă să-l convingă pe celălalt de punctul lor de vedere și, în cele din urmă, membrii relației negociază pentru a încerca să ajungă la un compromis.
Cuplurile fericite diferă de cuplurile nefericite în ceea ce privește interacțiunile lor în timpul conflictului: cuplurile nefericite tind să folosească mai frecvent tonul negativ al vocii, să manifeste un comportament mai previzibil în timpul comunicării și să rămână blocate în cicluri de comportament negativ cu partenerul lor. Alte strategii neproductive în conflict includ evitarea și retragerea, defensiva și ostilitatea. Aceste răspunsuri pot fi evidente atunci când o persoană se simte amenințată de conflict, care poate fi o reflectare a nesiguranței orientării atașamentului și a experiențelor negative anterioare în relații. Atunci când conflictele rămân nerezolvate, satisfacția relației este afectată negativ. Strategiile constructive de soluționare a conflictelor includ validarea punctului de vedere și a preocupărilor celeilalte persoane, exprimarea afecțiunii, utilizarea umorului și ascultarea activă. Cu toate acestea, eficacitatea acestor strategii depinde de subiectul și gravitatea conflictului și de caracteristicile persoanelor implicate. Cazurile stresante repetate de conflict nerezolvat pot determina partenerii intimi să apeleze la consiliere de cuplu, să consulte resurse de ajutor de sine sau să ia în considerare posibilitatea de a pune capăt relației.

### Insecuritatea atașamentului
Orientările de atașament care se dezvoltă din relațiile interpersonale timpurii pot influența modul în care oamenii se comportă în relațiile intime, iar atașamentul nesigur poate duce la probleme specifice într-o relație. Indivizii variază în ceea ce privește anxietatea de atașament (gradul în care se tem de abandon) și evitarea (gradul în care evită apropierea emoțională). Cercetările arată că orientările de atașament nesigur care sunt ridicate în evitare sau anxietate sunt asociate cu experimentarea mai frecventă a emoțiilor negative în relațiile intime.
Persoanele cu un nivel ridicat al anxietății de atașament sunt deosebit de predispuse la gelozie și experimentează o anxietate crescută cu privire la faptul că partenerul lor le va părăsi. Persoanele foarte anxioase percep, de asemenea, mai multe conflicte în relațiile lor și sunt afectate negativ în mod disproporționat de aceste conflicte. În schimb, persoanele cu atașament evitant pot experimenta teama de intimitate sau pot fi disprețuitoare față de beneficiile potențiale ale unei relații apropiate și astfel au dificultăți în a construi o conexiune intimă cu un partener.

### Stres
Stresul care apare atât în interiorul cât și în afara unei relații intime - inclusiv probleme financiare, obligații familiale și stres la locul de muncă - poate avea un impact negativ asupra calității relației. Stresul epuizează resursele psihologice care sunt esențiale pentru dezvoltarea și menținerea unei relații sănătoase. În loc să investească energie în relație prin activități comune, sex și intimitate fizică și comunicare sănătoasă, cuplurile aflate sub stres sunt forțate să își folosească resursele psihologice pentru a gestiona alte probleme urgente. Statutul socioeconomic scăzut este un context stresant deosebit de important care limitează capacitatea unui individ de a investi în menținerea unei relații intime sănătoase. Cuplurile cu statut socioeconomic scăzut sunt expuse riscului de a se confrunta cu rate crescute de disoluție și cu o satisfacție relațională mai scăzută.

### Infidelitate
Infidelitatea și sexul în afara unei relații monogame sunt comportamente care sunt dezaprobate de obicei, o sursă frecventă de conflict și o cauză a disoluției relației. Satisfacția scăzută în relație poate determina oamenii să dorească o conexiune fizică sau emoțională în afara relației lor principale. Cu toate acestea, persoanele cu mai multe oportunități sexuale, un interes mai mare pentru sex și atitudini mai permisive față de sex sunt, de asemenea, mai susceptibile de a se angaja în infidelitate. În Statele Unite, cercetările au arătat că între 15 și 25% dintre adulți declară că au înșelat vreodată un partener.
Atunci când un membru al unei relații încalcă acordurile de exclusivitate sexuală sau emoțională, fundația încrederii în relația primară este afectată negativ, iar persoanele pot experimenta depresie, stimă de sine scăzută și dereglare emoțională în urma unei aventuri. Infidelitatea este în cele din urmă legată de creșterea probabilității de disoluție a relației sau de divorț.

### Violența partenerului intim
Violența în cadrul unei relații intime poate lua formă fizică, psihologică, financiară sau abuz sexual. Organizația Mondială a Sănătății estimează că 30% dintre femei au fost supuse violenței fizice sau sexuale comise de un partener intim. Atașamentul emoțional puternic, investiția și interdependența care caracterizează relațiile apropiate pot face dificilă părăsirea unei relații abuzive.
Cercetările au identificat o varietate de factori de risc și tipuri de autori ai violenței între parteneri intimi. Persoanele care sunt expuse la violență sau suferă abuzuri în copilărie sunt mai susceptibile de a deveni autori sau victime ale violenței partenerului intim la vârsta adultă, ca parte a ciclului violenței intergenerațional. Perpetratorii sunt, de asemenea, mai susceptibili de a fi agresivi, impulsivi, predispuși la furie și pot prezenta trăsături de personalitate patologice, cum ar fi antisocială și borderline. Scenariile culturale patriarhice care descriu bărbații ca fiind agresivi și dominanți pot fi un factor de risc suplimentar pentru bărbații care se angajează în acte de violență față de un partener intim, deși violența comisă de femei este, de asemenea, un fenomen bine documentat și cercetarea constată că alte caracteristici contextuale și demografice sunt factori de risc mai importanți. Factorii contextuali precum nivelurile ridicate de stres pot contribui, de asemenea, la riscul de violență. În cadrul relației, nivelurile ridicate de conflict și dezacorduri sunt asociate cu violența partenerului intim, în special pentru persoanele care reacționează la conflict cu ostilitate.

## Variabilitatea socială și culturală

### Cultură
Contextul cultural influențează multe domenii din cadrul relațiilor intime, inclusiv normele de comunicare, exprimarea afecțiunii, practicile de angajament și căsătorie și rolul de gen. De exemplu, cercetările transculturale arată că persoanele din China preferă comunicarea indirectă și implicită cu partenerul lor romantic, în timp ce americanii din Europa declară că preferă comunicarea directă. Utilizarea unui stil de comunicare cultural adecvat influențează satisfacția anticipată a relației. Cultura poate avea, de asemenea, un impact asupra așteptărilor în cadrul unei relații și asupra importanței relative a diferitelor valori centrate pe relație, cum ar fi apropierea emoțională, echitatea, statutul și autonomia.
În timp ce dragostea a fost identificată ca o emoție umană universală, modalitățile de exprimare a iubirii și importanța acesteia în relațiile intime variază în funcție de cultura în care are loc o relație. Cultura este deosebit de importantă în structurarea credințelor despre instituțiile care recunosc relațiile intime, cum ar fi căsătoria. Ideea că dragostea este necesară pentru căsătorie este o credință foarte răspândită în Statele Unite, întrucât în India se face distincție între căsătoriiile aranjate tradiționale și „căsătoriile din dragoste” (numite și căsătorii la alegere).

### Relații intime LGBTQ+

#### Relații intime între persoane de același sex
Progresele în recunoașterea relațiilor legale pentru cuplurile de același sex au ajutat la normalizarea și legitimizarea relațiilor intime între persoane de același sex. În general, relațiile intime între persoanele de același sex și cele de sex diferit nu diferă semnificativ, iar cuplurile raportează niveluri similare de satisfacție și stabilitate. Cu toate acestea, cercetările susțin câteva diferențe comune între intimitatea de același sex și cea de sex diferit. În perioada de formare a relației, limitele dintre prietenie și intimitatea romantică pot fi mai nuanțate și mai complexe în rândul minorităților sexuale. De exemplu, multe femei lesbiene raportează că relațiile lor romantice s-au dezvoltat în urma unei prietenii existente. De asemenea, anumite practici de menținere a relațiilor diferă. În timp ce relațiile heterosexuale s-ar putea baza pe rolul de genul tradițional pentru a împărți munca și puterea de decizie, cuplurile de același sex sunt mai susceptibile de a împărți în mod egal treburile casnice. Cuplurile de lesbiene raportează o frecvență mai scăzută a sexului în comparație cu cuplurile heterosexuale, iar bărbații gay sunt mai predispuși la non-monogamie.
Relațiile homosexuale se confruntă cu provocări unice în ceea ce privește stigmatizarea, discriminarea și sprijinul social. Pe măsură ce cuplurile se confruntă cu aceste obstacole, calitatea relației poate fi afectată negativ. Mediile politice nesuportante, cum ar fi interdicțiile căsătoriilor între persoane de același sex⁠(d) au un impact negativ asupra bunăstării, în timp ce a fi coming out ca un cuplu și a trăi într-un loc cu recunoașterea legală a relațiilor de același sex au un impact pozitiv asupra bunăstării individuale și de cuplu.

#### Asexualitate
Unele persoane asexuale se angajează în relații intime care sunt doar intime emoțional, dar relațiile altor persoane asexuale implică sexul ca parte a negocierilor cu parteneri non-asexuali. Un studiu din 2019 asupra persoanelor aparținând minorităților sexuale din Statele Unite a constatat că, în timp ce persoanele asexuale aveau mai puține șanse să fi făcut recent sex, acestea nu se deosebeau de participanții non-asexuali în ceea ce privește rata de a fi într-o relație intimă. Persoanele asexuale se confruntă cu stigmatizarea și patologizarea orientării lor sexuale, și raportează dificultăți în a naviga printre presupunerile privind sexualitatea în scena întâlnirilor. Diferiți termeni, inclusiv „relație queerplatonică” și „squish” (o pasiune non-sexuală) au fost utilizați de comunitatea asexuală pentru a descrie relațiile intime și dorințele non-sexuale.

### Non-monogamie
Non-monogamia, inclusiv poliamoria, relația deschisă, și swinging, este practica de a se angaja în relații intime care nu sunt strict monogame, sau implicarea consensuală în mai multe relații intime fizice sau emoționale. Gradul de intimitate emoțională și fizică între diferiți parteneri poate varia. De exemplu, relațiile de swinging sunt în primul rând sexuale, în timp ce persoanele cu relații poliamoroase se pot angaja atât în intimitate emoțională, cât și fizică cu mai mulți parteneri. Persoanele aflate în relații intime non-monogame consensuale identifică mai multe beneficii pentru configurația relației lor, inclusiv satisfacerea nevoilor lor de către mai mulți parteneri, implicarea într-o varietate mai mare de activități comune cu partenerii și sentimente de autonomie și creștere personală.